# Капоне, Винченцо
Ричард Джеймс Харт (англ. Richard James Hart), при рождении Джеймс Винченцо Капоне (англ. James Vincenzo Capone; 1892—1952) — американский шериф, старший брат Аль Капоне. Служил лейтенантом в армии США во время Первой мировой войны.

## Биография
Джеймс ушёл из семьи в 1908 году и устроился на работу в цирк, гастролировавший в то время на Дальнем Западе. Служил лейтенантом в Армии США во время Первой мировой войны. Изменил имя на Ричард Джозеф Харт сразу по демобилизации (имя выбрал в честь тогдашней кинозвезды Уильяма Харта).
Продолжил карьеру специальным агентом в Бюро по делам индейцев Министерства внутренних дел США и позднее был переведён на руководящие должности в Хомер, штат Небраска. В Небраске он стал местным шерифом и заслужил хорошую репутацию как полисмен.
В криминальных кругах его называли просто «шериф из Небраски», дабы не бросать тень на его брата.
В 1919 году женился на Кэтлин Уинч, в браке родилось трое детей.

## Киновоплощения
- Эдриан Пасдар в фильме «Пропавший Капоне» (1990).
- Мэтер Зикел[англ.]в телесериале «Вне времени» (1 сезон, 15 серия) (2016—2018).